# Всемирный день модерна
Всемирный день модерна (англ. World Art Nouveau Day) — ежегодный праздник, отмечаемый 10 июня. Создан для пропаганды искусства высокого стиля модерн в архитектуре, живописи, поэзии, музыке и т. д., а также сохранения его наследия. К данной дате проводятся выставки, фотоконкурсы, экскурсии, чтения.

## История праздника
Идея первого Международного дня модерна в 2013 году пришла из Венгрии, где он прошел в Музее прикладного искусства по инициативе журнала Szecessziós Magazin. С тех пор ежегодный День Модерна проходит при поддержке европейского движения Réseau Art Nouveau Network (Брюссель) и Art Nouveau European Route (Барселона). Датой его проведения выбрано 10 июня, так как в этот день скончались два выдающихся представителя этого стиля: Антонио Гауди и Эден Лехнер.

## Особенности
- Уже первый международный день модерна в 2013 году был международным в полном смысле слова и включал в себя мероприятия в Венгрии, Португалии, Финляндии, Польше, Хорватии, Великобритании, Швеции, Испании, Бельгии, Германии, Нидерландах[3].
- В 2018 году день был посвящён любимым архитекторам. Впервые мероприятия прошли в России, в Тамбове[2].
- В 2019 году день был посвящён лестницам. В поддержку дня выступил Альянс европейского наследия[4][5].
- В 2020 году день посвящён витражам.